# Lursjön
Lursjön är en sjö belägen väster om Hästveda och öster om Farstorp i Hässleholms kommun i Skåne och ingår i Helge ås huvudavrinningsområde. Sjön är 12 meter djup, har en yta på 3,43 kvadratkilometer och befinner sig 55 meter över havet. Sjön avvattnas av vattendraget Lilla å. Vid provfiske har en stor mängd fiskarter fångats, bland annat abborre, björkna, braxen och gers.
Utloppet ligger i sjöns södra del och leder till Almaån. I öster vid Lursjöbaden finns en campingplats. Längst i väster vid Bubbarp hittar man Farstorps badplats.

## Delavrinningsområde
Lursjön ingår i delavrinningsområde (623845-137929) som SMHI kallar för Utloppet av Lursjön. Medelhöjden är 78 meter över havet och ytan är 21,63 kvadratkilometer. Det finns inga avrinningsområden uppströms utan avrinningsområdet är högsta punkten. Lilla å som avvattnar avrinningsområdet har biflödesordning 3, vilket innebär att vattnet flödar genom totalt 3 vattendrag innan det når havet efter 78 kilometer. Avrinningsområdet består mestadels av skog (61 %) och jordbruk (12 %). Avrinningsområdet har 3,43 kvadratkilometer vattenytor vilket ger det en sjöprocent på 15,9 %.

## Fisk
Vid provfiske har följande fisk fångats i sjön:
| - Abborre - Björkna - Braxen - Gärs - Gädda - Gös - Karpfisk obestämd - Löja - Mört - Sarv - Siklöja | - Sutare |